# Frederik Huys
Frederik Huys (1980) is een Vlaamse acteur en muzikant. Hij is vooral bekend van de VTM-serie De kotmadam, waar hij de rol van student Victor Kindermans vertolkt.
Huys studeerde in 2006 af aan Studio Herman Teirlinck en deed sindsdien vooral theaterwerk. Hij was ook te zien in verschillende reclamespots. In 2007 volgde zijn eerste grote televisierol als student Victor Kindermans in De kotmadam, een personage dat hij anno 2024 al voor het tiende seizoen op rij vertolkt.

## Filmografie
- De Kotmadam (2007-2013, 2016, 2018-2019, 2022-2024) - Victor Kindermans
- Happy Singles (2008) - Agent
- F.C. De Kampioenen (2011) - Bowlingmedewerker
- De zonen van Van As (2012) - Tom
- Quiz Me Quick (2012) - Drankleverancier
- Danni Lowinski (2013) - Medewerker ziekenfonds
- Binnenstebuiten (2013) - Luc
- Familie (2014-2024) - Inspecteur Goris (sporadische gastrol)
- Vriendinnen (2015) - Huisarts
- Vermist (2016) - Jasper Puison
- Chaussée d’Amour (2016) - Wetsdokter
- De Kroongetuigen (2017) - Erwin Lodders
- Beau Séjour (2017) - Danny
- Zie mij graag (2019) - Vader
- Geub (2019) - Loodgieter
- Undercover (2020) - Collega van Patrick